# Eospirifer
Genre
Eospirifer est un genre éteint de brachiopodes articulés marins rattaché à la famille des Cyrtinidae et à l'ordre des Spiriferida.
Le genre a vécu au cours du Paléozoïque depuis l'Ordovicien supérieur jusqu'au Dévonien moyen, c'est-à-dire il y a environ entre 450 et 388 Ma (millions d'années),. Il est connu dans les sédiments de nombreux sites d'Eurasie, d'Amérique du Nord et d'Océanie.
Il s'agit du plus ancien genre de Spiriferida connu avec son espèce Eospirifer praecursor, décrite par Rong et al. en 1994 qui ont pu étudier les spires de son lophophore. Il est daté du Katien supérieur (Ordovicien supérieur) de la province de Zhejiang dans l'est de la Chine.

## Espèces
- Eospirifer radiatus J. de C. Sowerby, 1834, (type du genre)
- Eospirifer dasifiliformis
- Eospirifer lachrymose
- Eospirifer praecursor
- Eospirifer cinghizicus
- Eospirifer eastoni
- Eospirifer ghobadiae